# 31807 Shaunalennon
31807 Shaunalennon este o planetă minoră (asteroid), cu un diametru de 3,359 km, din centura de asteroizi. A fost descoperită pe 14 iulie 1999 la Experimental Test Site⁠(d) de Lincoln Near-Earth Asteroid Research. 
Obiectul prezintă o orbită caracterizată de o semiaxă mare de 2,6018178 UAi, o excentricitate de 0,15, o înclinație de 7,83193 ° în raport cu ecliptica.